# 10831 Такамаґахара
10831 Такамаґахара (10831 Takamagahara) — астероїд головного поясу, відкритий 15 листопада 1993 року.
Тіссеранів параметр щодо Юпітера — 3,379.
Названо на честь Такамаґахари (яп. たかまがはら(高天原) такамаґахара).